# 長鰭絲鰭鱈
長鰭絲鰭鱈（学名：Laemonema longipes）為輻鰭魚綱鱈形目稚鱈科的其中一種，分布於北太平洋日本中部至鄂霍次克海及白令海海域，深度80-1830公尺，為深海底棲性魚類，體長可達72公分，棲息在大陸坡底層水域，生活習性不明，可做為食用魚。
其种加词“Longipes”意为“长鳍的”。